# Combat de Council House
Guerres texano-indiennes
La combat de Council House, également appelé massacre de Council House, est un combat déséquilibré entre des soldats et officiels texans et une délégation de Comanches au cours d'une conférence de paix tenue à San Antonio au Texas le 19 mars 1840. L'objectif de cette entrevue était de négocier l'échange de captifs et de mener des pourparlers de paix après deux années de guerre.
La délégation comanche se présenta à l'entrevue avec seulement quelques prisonniers. Le chef Muk-wah-ruh expliqua aux officiels qu'il ne pouvait relâcher d'autres captifs car ceux-ci étaient détenus par d'autres groupes comanches n'étant pas sous son autorité. Lorsque les officiels texans leur annoncèrent qu'ils les retenaient comme otages jusqu'à ce que tous les captifs soient libérés, les Comanches tentèrent de s'enfuir. Au cours de la mêlée qui s'ensuivit, 35 Comanches furent tués et 27 autres furent faits prisonniers.
En représailles, les Comanches menés par Buffalo Hump lancèrent au mois d'août suivant un grand raid sur les villes de Victoria et Linnville (en) avant d'être défaits à la bataille de Plum Creek le 12 août.